# Aldama (Chihuahua)
Juan Aldama es una ciudad del estado mexicano de Chihuahua, localizada a 27 kilómetros de la capital del estado, la ciudad de Chihuahua. Cabecera del Municipio de Aldama.

## Escudo
En la parte inferior se encuentra el río Chuvíscar, cuyas aguas se han utilizado para la agricultura. A un lado, el bosque, lugar de atracción turística para los habitantes de la región por su belleza. Luego, unos membrillos que simbolizan la producción de frutas y ates. También encontramos el templo de San Jerónimo que es el lugar donde se inicia la vida en la localidad.
Rodeando estos elementos, una greca formada por hojas de membrillo; el lema que circunda al escudo "TIERRA FÉRTIL PARA COSECHAR HOMBRES GRANDES". El escudo data de 1988. El diseño es del Ing. Homobono Arzate Padilla y el lema del Ing. Agustín Vázquez Solís.

## Historia
El origen de la fundación de lo que hoy es la ciudad de Aldama, se da cuando el 7 de agosto de 1671 el capitán Pedro Cano de los Ríos denuncia el establecimiento de dos sitios de cría de ganado, en el año de 1717 los religiosos franciscanos fundaron en ese sitio un pueblo de misión, para evangelizar a los indígenas conchos y chinarras que habitaban la región y le dieron el nombre de San Jerónimo, nombre original de la población.
El 22 de octubre de 1769 los apaches atacaron San Jerónimo y la cercana misión de Santa Ana de Chinarras, arrasando ambas poblaciones, causando 49 muertos y diez prisioneros y la huida del resto de la población hacia la ciudad de Chihuahua, quedando de esta manera San Jerónimo totalmente despoblado. Sería hasta 1783 cuando el comandante general de las Provincias Internas de Oriente, Felipe de Neve, comisionó al capitán Juan Gutiérrez de la Cueva para que lo repoblara, permaneciendo ya desde entonces definitivamente habitado. En 1820 fue constituido en ayuntamiento siguiendo los lineamientos establecidos por la Constitución de Cádiz.
Una vez consumada la Independencia de México y establecido el estado de Chihuahua, el 7 de septiembre de 1826 el Congreso de Chihuahua emitió un decreto por medio del cual San Jerónimo se denominó oficialmente como Aldama, en honor del héroe insurgente Juan Aldama, fusilado en la ciudad de Chihuahua en 1811.
Durante todo el siglo XIX Aldama fue una pequeña población dedicada fundalmente a la agricultura, la construcción del Ferrocarril Chihuahua al Pacífico, que la comunicó con Ojinaga y con Chihuahua mejoró la economía de la población.
En la Revolución mexicana, el 1 de abril de 1911 tuvo lugar un combate entre revolucionarios maderistas y 400 soldados de la guarnición del Ejército mexicano, siendo derrotadas las fuerzas revolucionarioas y muerto su jefe, Francisco Portillo.

## Economía
La principal actividad económica de la ciudad es la agricultura, sin embargo a último tiempos se ha diversificado más hacia el comercio, cuyos productos se ofrecen tanto a la población local, como a quienes transitan a través de la ciudad con rumbo a Ojinaga o Chihuahua. Mucha de la población de Aldama se traslada a trabajar o a estudiar a la ciudad de Chihuahua, la cercanía permite que el tránsito entre ambas ciudades sea fluido y a la vez ha permitido que la ciudad no sufra una emigración demasiado alta como otras localidades rurales del estado, además el establecimiento de empresas maquiladoras en zonas de Chihuahua cercanas a Aldama, benefició a los pobladores de esta última.
Aldama también tiene una actividad turística, basada principalmente en quienes transitan rumbo a otros destinos, como las Grutas de Coyame o la Presa Luis L. León, pero también a pobladores de Chihuahua, entre quienes existe la costumbre de trasladarse durante los fines de semana a Aldama, a comer en sus numerosos restaurantes especializados en mariscos, principalmente en pescado extraído de la Presa Luis L. León.

## Infraestructura

### Comunicaciones
La comunicación principal de la ciudad de Aldama es mediante la Carretera Federal 16, que la atraviesa en sentido este-oeste, comunicándola con la ciudad de Chihuahua, y con Coyame y Ojinaga, en la frontera con los Estados Unidos. De Chihuahua a Aldama la carretera 16 es una autopista de cuatro carriles, dos por sentido, lo cual permite una comunicación rápida y segura. Además existe una carretera vecinal que la comunica con la localidad de San Diego de Alcalá. Existe además dos líneas de autobús que con varias corridas diarias ofrecen transporte entre Aldama y Chihuahua, y que son utilizadas por quienes acuden a estudiar o trabajar en esta ciudad.
La ciudad tiene servicio telefónico, telegráfico y recibe las señales radiofónicas y televisivas de la ciudad de Chihuahua, así como sus periódicos de circulación diaria.

## Clima
| Parámetros climáticos promedio de Aldama, Chihuahua (1250 msnm) normales 1991–2020 | Parámetros climáticos promedio de Aldama, Chihuahua (1250 msnm) normales 1991–2020 | Parámetros climáticos promedio de Aldama, Chihuahua (1250 msnm) normales 1991–2020 | Parámetros climáticos promedio de Aldama, Chihuahua (1250 msnm) normales 1991–2020 | Parámetros climáticos promedio de Aldama, Chihuahua (1250 msnm) normales 1991–2020 | Parámetros climáticos promedio de Aldama, Chihuahua (1250 msnm) normales 1991–2020 | Parámetros climáticos promedio de Aldama, Chihuahua (1250 msnm) normales 1991–2020 | Parámetros climáticos promedio de Aldama, Chihuahua (1250 msnm) normales 1991–2020 | Parámetros climáticos promedio de Aldama, Chihuahua (1250 msnm) normales 1991–2020 | Parámetros climáticos promedio de Aldama, Chihuahua (1250 msnm) normales 1991–2020 | Parámetros climáticos promedio de Aldama, Chihuahua (1250 msnm) normales 1991–2020 | Parámetros climáticos promedio de Aldama, Chihuahua (1250 msnm) normales 1991–2020 | Parámetros climáticos promedio de Aldama, Chihuahua (1250 msnm) normales 1991–2020 | Parámetros climáticos promedio de Aldama, Chihuahua (1250 msnm) normales 1991–2020 |
| Mes                                                                                | Ene.                                                                               | Feb.                                                                               | Mar.                                                                               | Abr.                                                                               | May.                                                                               | Jun.                                                                               | Jul.                                                                               | Ago.                                                                               | Sep.                                                                               | Oct.                                                                               | Nov.                                                                               | Dic.                                                                               | Anual                                                                              |
| ---------------------------------------------------------------------------------- | ---------------------------------------------------------------------------------- | ---------------------------------------------------------------------------------- | ---------------------------------------------------------------------------------- | ---------------------------------------------------------------------------------- | ---------------------------------------------------------------------------------- | ---------------------------------------------------------------------------------- | ---------------------------------------------------------------------------------- | ---------------------------------------------------------------------------------- | ---------------------------------------------------------------------------------- | ---------------------------------------------------------------------------------- | ---------------------------------------------------------------------------------- | ---------------------------------------------------------------------------------- | ---------------------------------------------------------------------------------- |
| Temp. máx. abs. (°C)                                                               | 31                                                                                 | 33                                                                                 | 37                                                                                 | 39                                                                                 | 42                                                                                 | 42                                                                                 | 41                                                                                 | 40                                                                                 | 38                                                                                 | 37                                                                                 | 33                                                                                 | 32                                                                                 | 42                                                                                 |
| Temp. máx. media (°C)                                                              | 15.6                                                                               | 18.5                                                                               | 22.8                                                                               | 26.7                                                                               | 30.4                                                                               | 32.9                                                                               | 30.8                                                                               | 29.4                                                                               | 27.6                                                                               | 25.4                                                                               | 19.5                                                                               | 15.6                                                                               | 24.6                                                                               |
| Temp. media (°C)                                                                   | 7.7                                                                                | 10.1                                                                               | 13.7                                                                               | 17.0                                                                               | 20.2                                                                               | 23.8                                                                               | 23.2                                                                               | 21.6                                                                               | 19.8                                                                               | 16.5                                                                               | 11.2                                                                               | 7.9                                                                                | 16.1                                                                               |
| Temp. mín. media (°C)                                                              | -0.3                                                                               | 1.7                                                                                | 4.6                                                                                | 7.3                                                                                | 10.1                                                                               | 14.6                                                                               | 15.6                                                                               | 13.9                                                                               | 12.1                                                                               | 7.6                                                                                | 3.0                                                                                | 0.2                                                                                | 7.5                                                                                |
| Temp. mín. abs. (°C)                                                               | -11                                                                                | -9                                                                                 | -7                                                                                 | 0                                                                                  | 1                                                                                  | 1                                                                                  | 2                                                                                  | 1                                                                                  | 0                                                                                  | -3                                                                                 | -10                                                                                | -11                                                                                | -11                                                                                |
| Precipitación total (mm)                                                           | 6.2                                                                                | 3.0                                                                                | 6.5                                                                                | 3.9                                                                                | 16.1                                                                               | 19.9                                                                               | 65.6                                                                               | 60.9                                                                               | 54.7                                                                               | 16.8                                                                               | 10.0                                                                               | 8.7                                                                                | 272.3                                                                              |
| Fuente: Servicio Meteorológico Nacional                                            |                                                                                    |                                                                                    |                                                                                    |                                                                                    |                                                                                    |                                                                                    |                                                                                    |                                                                                    |                                                                                    |                                                                                    |                                                                                    |                                                                                    |                                                                                    |

## Medios de comunicación

#### Internet
Se cuenta con internet fijo e internet móvil, ambos de ámbito privado, en el primer caso, algunas de las compañías mencionadas a continuación, brindan acceso a internet por medio de conexiones de fibra óptica en algunas zonas de la ciudad, por lo cual, otorgan altas velocidades de carga y descarga. Con algunas de las compañías se pueden contratar velocidades de 1Gbps de descarga. Con ello la ciudad de Aldama está a la vanguardia en conectividad. 
Internet fijo privado:
- Infinitum de Telmex.
- Cosmocable
- Izzi (enlace roto disponible en Internet Archive; véase el historial, la primera versión y la última).

Internet móvil privado:
- Nextel.
- Unefon.
- Iusacell.
- Movistar.
- Telcel.
- AT&T.

#### Canales de televisión abierta
| Estación   | Nombre | TDT                         | Subcanal                       | Grupo televisivo / Dependencia | Notas | XHCH-TDT | 22 | 1.1 HD - Azteca Uno | TV Azteca Chihuahua |
| XHCH-TDT   | 22     | 1.2 SD - ADN 40             | TV Azteca Chihuahua            |                                |       |          |    |                     |                     |
| XHIT-TDT   | 23     | 1.3 HD - Azteca Uno -1 hora | TV Azteca Chihuahua            |                                |       |          |    |                     |                     |
| XHFI-TDT   | 26     | 2.1 HD - Las Estrellas      | Televisa                       |                                |       |          |    |                     |                     |
| XHFI-TDT   | 26     | 2.2 SD - Foro TV            | Televisa                       |                                |       |          |    |                     |                     |
| XHCTCH-TDT | 29     | 3.1 HD - Imagen Televisión  | Grupo Imagen                   |                                |       |          |    |                     |                     |
| XHCTCH-TDT | 29     | 3.4 SD - Excélsior TV       | Grupo Imagen                   |                                |       |          |    |                     |                     |
| XHCHZ-TDT  | 24     | 5.1 HD - Canal 5            | Televisa                       |                                |       |          |    |                     |                     |
| XHAUC-TDT  | 32     | 6.1 HD - Canal 6            | Telemisión, S.A. de C.V.       |                                |       |          |    |                     |                     |
| XHECH-TDT  | 21     | 7.1 HD - Azteca 7           | TV Azteca Chihuahua            |                                |       |          |    |                     |                     |
| XHECH-TDT  | 21     | 7.2 SD - a+                 | TV Azteca Chihuahua            |                                |       |          |    |                     |                     |
| XHCHZ-TDT  | 24     | 9.1 HD - NU9VE              | Televisa                       |                                |       |          |    |                     |                     |
| XHCHI-TDT  | 25     | 11.1 HD - Canal Once        | Instituto Politécnico Nacional |                                |       |          |    |                     |                     |
| XHCHI-TDT  | 25     | 11.2 SD - Once Niños        | Instituto Politécnico Nacional |                                |       |          |    |                     |                     |
| XHICCH-TDT | 30     | 44.1 HD - Canal 44          | Grupo Intermedia               |                                |       |          |    |                     |                     |
| XHICCH-TDT | 30     | 44.2 SD - Canal 44 -2 Horas | Grupo Intermedia               |                                |       |          |    |                     |                     |
| XHICCH-TDT | 30     | 44.3 SD - Intermedia TV     | Grupo Intermedia               |                                |       |          |    |                     |                     |

#### Estaciones de Radio
Amplitud Modulada
| Frecuencia kHz | Estación | Nombre           | Subcanal Estándar digital IBOC | Grupo rediofónico / Dependencia | Notas                              |
| -------------- | -------- | ---------------- | ------------------------------ | ------------------------------- | ---------------------------------- |
| 580            | XEFI-AM  | Estéreo Mexicana | ND                             | Grupo Radiorama                 | Con licencia en Chihuahua Capital. |
| 950            | XEFA-AM  | La Poderosa      | ND                             | Grupo Radiorama                 | Con licencia en Chihuahua Capital. |
| 1360           | XEDI-AM  | La Nueva         | ND                             | Grupo Radiorama                 | Con licencia en Chihuahua Capital. |

Frecuencia Modulada
| Frecuencia MHz | Estación | Nombre                  | Subcanal Estándar digital IBOC | Grupo rediofónico / Dependencia   | Notas                                                                           |
| -------------- | -------- | ----------------------- | ------------------------------ | --------------------------------- | ------------------------------------------------------------------------------- |
| 88.5           | XHDI-FM  | La Nueva                | ND                             | Grupo Radiorama                   | Frecuencia adicional de XEDI-AM. Con licencia en Chihuahua Capital.             |
| 89.3           | XHFA-FM  | La Poderosa             | ND                             | Grupo Radiorama                   | Frecuencia adicional de XEFA-AM. Con licencia en Chihuahua Capital.             |
| 90.1           | XHUA-FM  | Estéreo Vida            | ND                             | Grupo Radiorama                   | Con licencia en Chihuahua Capital.                                              |
| 90.9           | XHAHC-FM | La Caliente             | ND                             | Multimedios Radio                 | Con licencia en Chihuahua Capital.                                              |
| 91.7           | XHBU-FM  | La Norteñita            | ND                             | MegaRadio México                  | Con licencia en Chihuahua Capital.                                              |
| 92.5           | XHEFO-FM | Éxtasis Digital         | ND                             | Grupo Radiorama                   | Con licencia en Chihuahua Capital.                                              |
| 93.3           | XHBW-FM  | Magia Digital 93.3      | ND                             | MegaRadio México                  | Con licencia en Chihuahua Capital.                                              |
| 94.1           | XHHES-FM | Estéreo Sensación       | ND                             | Grupo Radiorama / Grupo BM Radio  | Con licencia en Chihuahua Capital.                                              |
| 94.9           | XHCHH-FM | D95                     | ND                             | Multimedios Radio                 | Con licencia en Chihuahua Capital.                                              |
| 95.7           | XHQD-FM  | Romance 95.7            | ND                             | MegaRadio México                  | Con licencia en Chihuahua Capital.                                              |
| 96.5           | XHFI-FM  | Estéreo Mexicana        | ND                             | Grupo Radiorama                   | Cambio de frecuencia de la estación XEFI-AM. Con licencia en Chihuahua Capital. |
| 97.3           | XHCHI-FM | Imagen Chihuahua        | ND                             | Grupo Imagen                      | Con licencia en Chihuahua Capital.                                              |
| 98.1           | •        | Unión Radio Chihuahua   | ND                             | •                                 | No aparece en los listados del IFT. Ubicada en Chihuahua Capital.               |
| 99.3           | XHRPC-FM | Stereo Fiesta           | ND                             | Grupo Radiorama                   | Con licencia en Chihuahua Capital.                                              |
| 100.9          | XHLO-FM  | Exa FM                  | ND                             | Sistema Radio Lobo / MVS Radio    | Con licencia en Chihuahua Capital.                                              |
| 101.7          | XHV-FM   | Radio Fórmula Chihuahua | ND                             | Grupo Fórmula                     | Con licencia en Chihuahua Capital.                                              |
| 102.5          | XHES-FM  | Antena FM               | ND                             | Grupo Radio Divertida             | Con licencia en Chihuahua Capital.                                              |
| 103.7          | XHHEM-FM | Classic 103.7 FM        | ND                             | Multimedios Radio                 | Con licencia en Chihuahua Capital.                                              |
| 104.5          | XHCHA-FM | Hits FM                 | ND                             | Multimedios Radio                 | Con licencia en Chihuahua Capital.                                              |
| 105.3          | XHRU-FM  | Radio Universidad 105.3 | ND                             | Universidad Autónoma de Chihuahua | Con licencia en Chihuahua Capital.                                              |
| 106.1          | XHSU-FM  | El Lobo 106.1           | ND                             | Sistema Radio Lobo                | Con licencia en Chihuahua Capital.                                              |
| 106.9          | XHERU-FM | Radio Universidad 106.9 | ND                             | Universidad Autónoma de Chihuahua | Cambio de frecuencia de la estación XERU-AM. Con licencia en Chihuahua Capital. |
| 107.7          | XHCHC-FM | Palabra Viva Radio      | ND                             | Iglesia Palabra Viva              | No aparece en los listados del IFT. Con ubicación en Chihuahua Capital.         |

ND: No disponible

### Educación
En Aldama existen escuelas de educación preescolar, primaria,secundaria de carácter público y a nivel medio superior provistos tanto por el gobierno federal como el estatal, así como un centro de bachillerato de carácter público y una escuela preparatoria; así también como una escuela de educación especial. Es común entre la población en edad escolar realizar en la ciudad los estudios correspondientes hasta la secundaria y  posteriormente trasladarse a la ciudad de Chihuahua para continuar con otras opciones de bachillerato y estudios universitarios.

## Monumentos
El principal monumento arquitectónico de la ciudad lo constituye el Templo de San Jerónimo, que data del siglo XVIII y se encuentra en el centro de la ciudad, de estilo barroco, está construido mayormente en piedra y con decoraciones de cantera y cuenta con dos torres. Su interior es de edificación más reciente y de estilo neoclásico, está decorado con pinturas al fresco (Fue el primer nombre de Aldama). 
Además existen el templo de San Carlos Borromeo y el Santuario de Guadalupe, el último ubicado a la entrada de la ciudad proviniendo de Chihuahua. En la plaza principal se encuentra el monumento a los Mártires de Aldama, como son denominados los soldados revolucionarios muertos en la población el 1 de abril de 1911 y que eran liderados por Francisco y Andrés Portillo.
Gracias a ello (Los Mártires de Aldama) continúan mirando siempre hacia adelante con ese legado. 
-Busto de Don Benito Juárez
Es un busto que se erigió en honor al Benemérito de las Américas, Lic. Benito Juárez. Cada 21 de marzo se organiza una concentración, donde hay honores a la bandera, se colocan ofrendas florales con guardias de distintas corporaciones y dependencias, amenizando la banda municipal, para festejar el natalicio de Don Benito Juárez.
-Casa de la Cultura
La casa de la cultura es una parte muy importante del valor histórico – cultural del municipio ya que es el edificio que promueve todas las actividades que conciernen a lo cultural, para ello tiene talleres: Pintura, Canto, Violín, Danza folklórica y moderna, Guitarra y Manualidades, algo que se puede comentar y de gran acierto es que todos los talleres son totalmente gratuitos. La Casa de la Cultura funciona también como Auditorio Municipal para convenciones, reuniones, pláticas, concursos, entre otros eventos;en el mismo edificio se puede apreciar la galería de fotos y dos murales del pintor Arturo Norte.
En el costado izquierdo del mismo edificio se encuentra el museo regional administrado por un comité local, este museo contiene diversos objetos y fotografías que muestran parte de la historia de familias aldamenses. 
-Presidencia Municipal
Edificio que alberga diversas dependencias de la administración municipal, destaca por su construcción clásica de Ayuntamientos Municipales de México con arcos al frente, en su interior se pueden apreciar murales con la flora y fauna regionales plasmados por el pintor Arturo Norte.
-Monumento El Chinarras
Se encuentra ubicado en la intersección de las calles Avenida Constitución y Calle Miguel Hidalgo, realizado por el maestro Aldamense Alberto Vázquez Solís, en remembranza a los indios Chinarras que habitaban la región antes de la llegada de los colonizadores.

## Zona metropolitana de Chihuahua
Aldama forma parte de la zona metropolitana de Chihuahua en conjunto con la capital de estado (Chihuahua) y Santa Eulalia. La zona metropolitana de Chihuahua agrupó hasta ese año a un total de 988,065 habitantes lo que la colocó en la decimoctava conurbación más grande de México.